# Le Mois le plus beau
Pour plus de détails, voir Fiche technique et Distribution.
Le Mois le plus beau est un film français réalisé par Guy Blanc et sorti en 1968. Le film a été tourné en mai juin 1967 à Aiguèze (Gard).

## Synopsis
La vie des habitants d'un village de la Drôme pendant la débâcle de mai-juin 1940. Libéré, Cyprien Boromès revient dans son village pour apprendre que sa fille Rosine a eu un enfant hors mariage avec le fils du maire, Bruno Besson. 

## Fiche technique
- Réalisation : Guy Blanc
- Scénario : Guy Blanc et François Boyer
- Musique : José Berghmans
- Photographie : Georges Lendi
- Montage : Sophie Blanc
- Production : Robert Dorfmann
- Société de production : Les Films Corona
- Pays :  France
- Genre : Comédie dramatique
- Durée : 80 minutes
  -  France : 26 juin 1968

## Distribution
- Michel Galabru : Besson
- Georges Géret : Cyprien Boromès
- Magali Noël : Claudia
- Yves Rénier : Bruno Besson
- Jean Bouise : Le curé
- Muriel Baptiste : Rosine Boromès
- Christian Marin : Le sergent
- Daniel Gélin : Le capitaine
- Yves Robert : Le cheminot
- Paule Emmanuel : Mme Besson

## Critiques
Pour le magazine Télé 7 jours, Le Mois le plus beau est « une chronique villageoise, sur fond d'histoire, [qui] mêle plaisamment la tendresse et l'humour. Les portraits sont finement croqués par des comédiens sincères et bien employés. Un ensemble plutôt agréable. ». 